# Chatham (Massachusetts)
Chatham is een plaats (town) in Barnstable County, Massachusetts, Verenigde Staten. In 2000 had de plaats een inwonertal van 6625.

## Bekende inwoners
- Zered Bassett, skateboarder
- Shirley Booth, actrice
- Julie Harris, actrice
- Sandra Day O'Connor, Amerikaans juriste

## Externe link

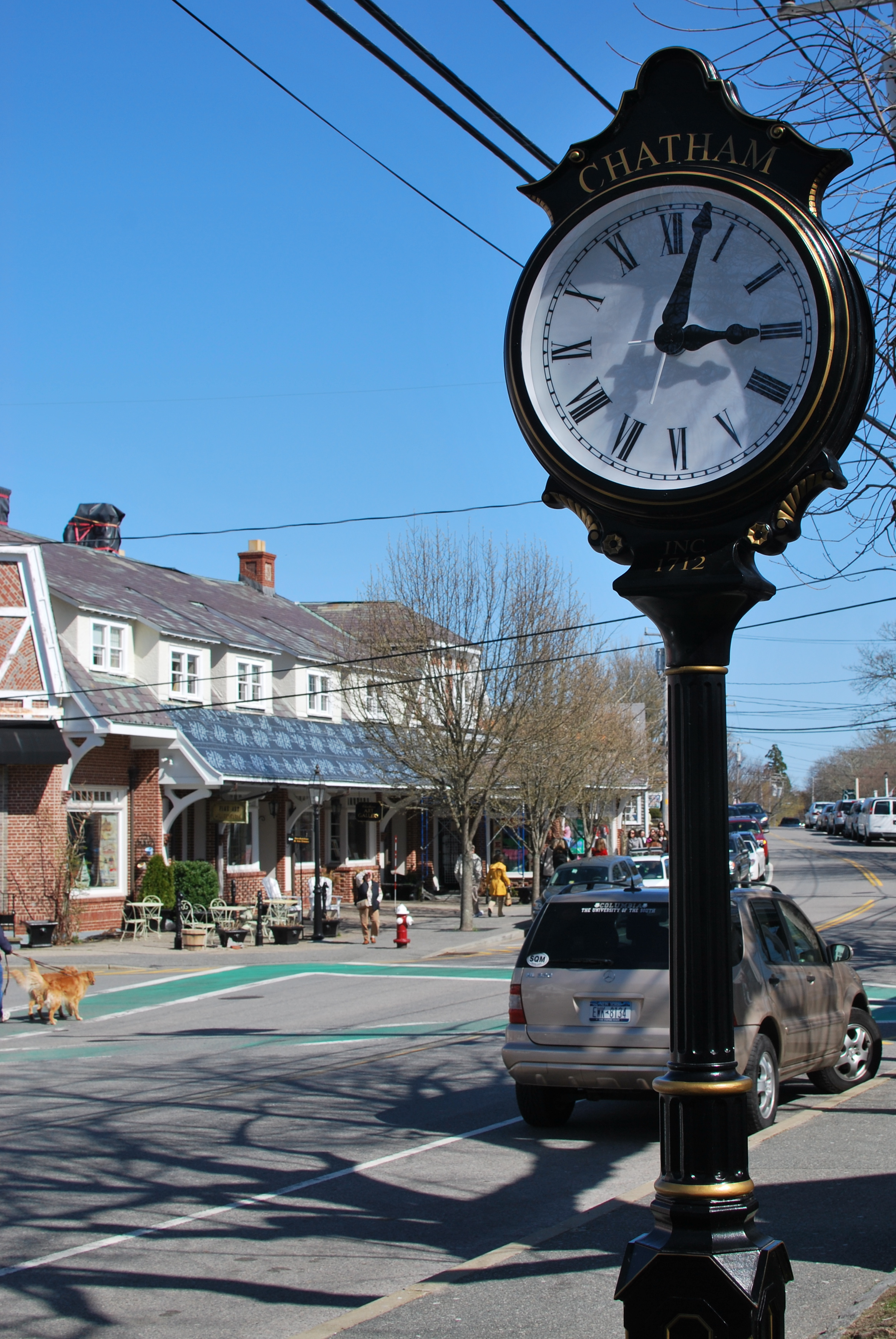
Centrum van Chatham